# دلدار عاشق
دلدار عاشق (هندی: दिल तेरा आशिक़) یک فیلم است که در سال ۱۹۹۳ منتشر شد. از بازیگران آن می‌توان به سلمان خان، مدوری دیکشیت، و انوپم کهیر اشاره کرد.